# كارولين إيرل وايت
كارولين إيرل وايت (بالإنجليزية: Caroline Earle White)‏ هي مدافعة عن حقوق الحيوان ‏ أمريكية، ولدت في 1833، وتوفيت في 1916.

## خلفية

### حياة مبكرة وتعليم
وُلدت كارولين إيرل في فيلادلفيا في 28 سبتمبر عام 1833 لوالدين تابعين لجمعية الأصدقاء الدينية توماس إيرل وماري هوسي. كان توماس إيرل محاميًا ناجحًا في فيلادلفيا، وكرس نفسه لقضية الإبطالية في الولايات المتحدة وكان غالبًا ما يمثل الأمريكيين الأفارقة الأحرار والهاربين. كتب إيرل أيضًا الدستور الجديد لبنسلفانيا وكان مرشحًا لمنصب نائب الرئيس عندما حصل الحزب المناهض للعبودية على أول تذكرة رئاسية في عام 1840. كانت والدة إيرل، ماري هوسي، ابنة عم لوكريتيا موت وكانت مُناصرة لحركة التحرير من العبودية وحركة حق النساء في التصويت.
تلقت إيرل تعليمها في نانتوكيت بولاية ماساتشوستس. درست علم الفلك، وأجادت اللغة اللاتينية وتحدثت اللغة الألمانية والفرنسية والإيطالية والإسبانية. ساهمت ثروة عائلتها في توفير العديد من الفرص التعليمية لها التي لم تكن متاحة للفتيات الأخريات في ذلك الوقت.

### زواج
في عام 1856 تزوجت إيرل من المحامي ريتشارد بي وايت، حيث أنه من أحد العائلات الكاثوليكية الأكثر احترامًا في ولاية بنسلفانيا. فتح ريتشارد وايت لاحقًا شركة مع شقيق كارولين، تحت اسم إيرل ووايت. بعد عام من الدراسة اعتنقت وايت الكاثوليكية. أنجبا هي وزوجها ابنًا واحدًا، توماس إيرل وايت.
بعد زواجها، كان لدى وايت العديد من الأنشطة الفكرية والإنسانية لتشغل وقتها. كتبت ونشرت العديد من أدلة السفر والقصص القصيرة والروايات، بما في ذلك عطلة في إسبانيا والنرويج والحب في المناطق الاستوائية: رومانسية البحار الجنوبية ولغز المحيط. نالت العديد من أعمالها استحسان النقاد. بعد اعتناقها الكاثوليكية، أصبحت رئيسة جمعية سانت فنسنت للمساعدة، وهي منظمة تبرعت بالخدمات واللوازم الطبية للأطفال الفقراء والأيتام. شغلت أيضًا منصب رئيسة مجلس منظمة السيدات المساعدات والجمعية التاريخية الكاثوليكية الأمريكية، ونائبة لرئيس مجتمعات براوننغ، وهو نادي أدبي نسائي. كانت أيضًا مؤيدة لحق النساء في التصويت.
لم تكن المشاركة في مثل هذه المجموعة الواسعة من حركات الإصلاح أمرًا معتادًا بالنسبة لنساء الطبقة المتوسطة في القرن التاسع عشر. في الواقع، اعتقدت وايت اعتقادًا راسخًا أن ظلم اجتماعي واحد يمكن أن يؤدي إلى آخر، كما يتضح من مشاركتها في اتحاد المرأة المسيحية للاعتدال. في التقرير السنوي لعام 1878 لفرع النساء في جمعية بنسلفانيا لمنع القسوة على الحيوانات، ذكرت أن الكثير من القسوة تجاه الحيوانات كان بسبب الكحول. قالت: «ألا ينبغي لنا في ذلك الحين، بأن نرغب في تحسين معاناة أصدقائنا الخرس، لإضافة جهودنا إلى أولئك الذين يعملون من أجل الإصلاح بهذه الطريقة؟» بنى فرع النساء في جمعية بنسلفانيا لمنع القسوة على الحيوانات نوافير المياه في المدن في جميع أنحاء البلاد لتزويد الأشخاص والحيوانات بمكان للشرب بجانب المشرب المحلي.

### حياة لاحقة
لا يُنظر إلى وايت على أنها مشاركة نشطة في حركة حق النساء في التصويت. ومع ذلك، طوال التسعينيات من القرن التاسع عشر، كتبت لـ، وكُتب عنها في مجلة فيلادلفيا للتقدم النسائي. نشرت المجلة مقالات منتظمة لدعم حق النساء في التصويت، وكانت معروفة بين مناصري حركة حق النساء في التصويت. شجع تأسيسها لفرع النساء في جمعية بنسلفانيا لمنع القسوة على الحيوانات والجمعية الأمريكية لمكافحة التشريح النساء على متابعة الأدوار التي يشغلها الرجال في المجتمع عادةً.
تُوفيت وايت في منزلها الصيفي في نانتوكيت بولاية ماساتشوستس، في 7 سبتمبر عام 1916. ابنة أخت وايت، شاعرة فيلادلفية، فلورنسا إيرل كوتس، والتي تأثرت بخالتها: «لقد كانت امرأة عظيمة بقلب طفل صغير. تُثني عليها أعمالها؛ تنشد الملايين من مخلوقات الله التي أنقذتها من المعاناة مديحها. حيث ذهبت الاعتراف بهذا العالم لا يهم إلا القليل. لقد ذهبت حيث رحمة الله، حيث يرى القلب الطاهر الله».